# Noctiluca miliaris
Noctiluca miliaris (adesea Noctiluca scintillans), cunoscută tradițional și ca Noctiluca, este un organism unicelular neparazitar bioluminescent apartinând grupului dinoflagelatelor. Este une din speciile care alcătuiește planctonul marin în mările de la toate latitudinile. Mărimea sa este de 0,5–2 mm.
In interiorul corpului se gaseste o mare cantitate de apa, astfel ca protoplasma este impinsa langa peristom ca o masa centrala, în care se gaseste un nucleu si de la care pleaca o retea de filamente protoplasmatice spre periferie, pana la pelicula. Se hraneste cu diatomee. Ea pluteste pe apa, dar totusi se misca, insa nu cu ajutorul flagelului sau al tentaculului, ci prin contractii ale corpului(cumva asemanator meduzei ) O particularitate a acestui protozoar este de a lumina la intuneric.:este fosforescenta sau bioluminiscenta. Se presupune ca reactia de bioluminiscenta este data de picaturile de ulei din protoplasma.